# Tomorrow (Amanda-Lear-Lied)
Tomorrow ist ein Popsong von Amanda Lear aus dem Jahr 1977, der von ihr und Rainer Pietsch geschrieben wurde. Er erschien auf ihrem ersten Studioalbum I Am a Photograph und wurde in Italien ein Nummer-eins-Hit. Das Lied wurde von Anthony Monn produziert.
1998 veröffentlichte Lear eine weitere Version des Liedes auf ihrem Album Back in Your Arms. 2008 folgte eine von Salsa beeinflusste Version auf dem Album Amour toujours.

## Musikvideo
Das Musikvideo wurde für die Sendung Musikladen unter der Regie von Michael Leckebusch gedreht. Ein neues Video wurde 1982 für die italienische Fernsehsendung Premiatissima produziert, die Lear moderierte. Das Video zeigt die Sängerin mit einem Body mit Leopardenmuster bekleidet in einem Käfig.